# 圧縮機
圧縮機（あっしゅくき）とは羽根車若しくはローターの回転運動又はピストンの往復運動によって気体や液体などの流体を圧送する機械のことである。コンプレッサともいう。有効吐出し圧力が200 kPa以下の圧縮機をブロワという。なお、改正前のJIS定義では圧力比によって送風機・圧縮機を分類していたが、ISOなどの国際規格との整合性を保つため2005年（平成17年）に改正された。これにより送風機扱いであったブロワが圧縮機となり、送風機とファンが同義となった。

## 概要
圧縮機は流体機械に分類され、機械エネルギーを流体の持つエネルギーに変換する機械である。したがって気体にエネルギーを与え低圧から高圧へ送り出す送風機、圧縮機、排風機、真空ポンプは本質的に同じ機械である。それぞれ用途に応じた呼び方であり、圧送か排出か、低圧力比か高圧力比かの違いである。尚、ブロアは送風機と圧縮機の中間的な存在である。特徴としては気体の熱と圧力により機械の各部に大きな応力が生じること、圧力比が大きくなるほど圧送するためには大きな動力が必要になるなど気体の圧縮性を考慮した設計が必要になることがあげられる。流量は質量流量か体積流量で表されるが、体積の特殊な表し方にノルマル立方メートル（Nm3）があるので注意が必要である。

## ターボ圧縮機
気体に働く運動エネルギーにより圧力を与えるもの。一般に容積圧縮機よりも大容量である。

### 遠心式圧縮機
軸方向に吸い込んだ流体を外周部へ吐き出すことで圧力を与えるもの。

#### 特徴
- 1段で比較的大きな圧縮比が得られる。このため小型化に向く。
- 多段構成を取る場合、流路が複雑になり効率が低下する。

#### 主な用途
- 大型冷凍機
- レシプロエンジンの排気タービン過給機（ターボチャージャー）
- ガスタービンエンジン（ジェットエンジン含む）の空気圧縮機

### 軸流式圧縮機
軸方向から吸い込み軸方向に圧力を与えるもの。

軸流式圧縮機

軸から伸びる動翼と、ケーシングに固定された静翼の翼列とで一組の段となる。動翼は揚力を用いて気体を圧縮し、静翼は後方の翼列の流入角方向に気体の流れを整える。

#### 特徴
- 遠心圧縮機に比しても大容量である。また多段構成の効率がよい。
- 単段では圧縮比を大きくとれないが、多段構成を利用して比較的容易に高圧縮比を得ることができる。

#### 主な用途
- ガスタービンエンジン（ジェットエンジン含む）の空気圧縮機
- 高炉送風用圧縮機

## 容積圧縮機
機構内の体積の変化により圧力を与えるもの。

### 往復動圧縮機（レシプロ圧縮機）

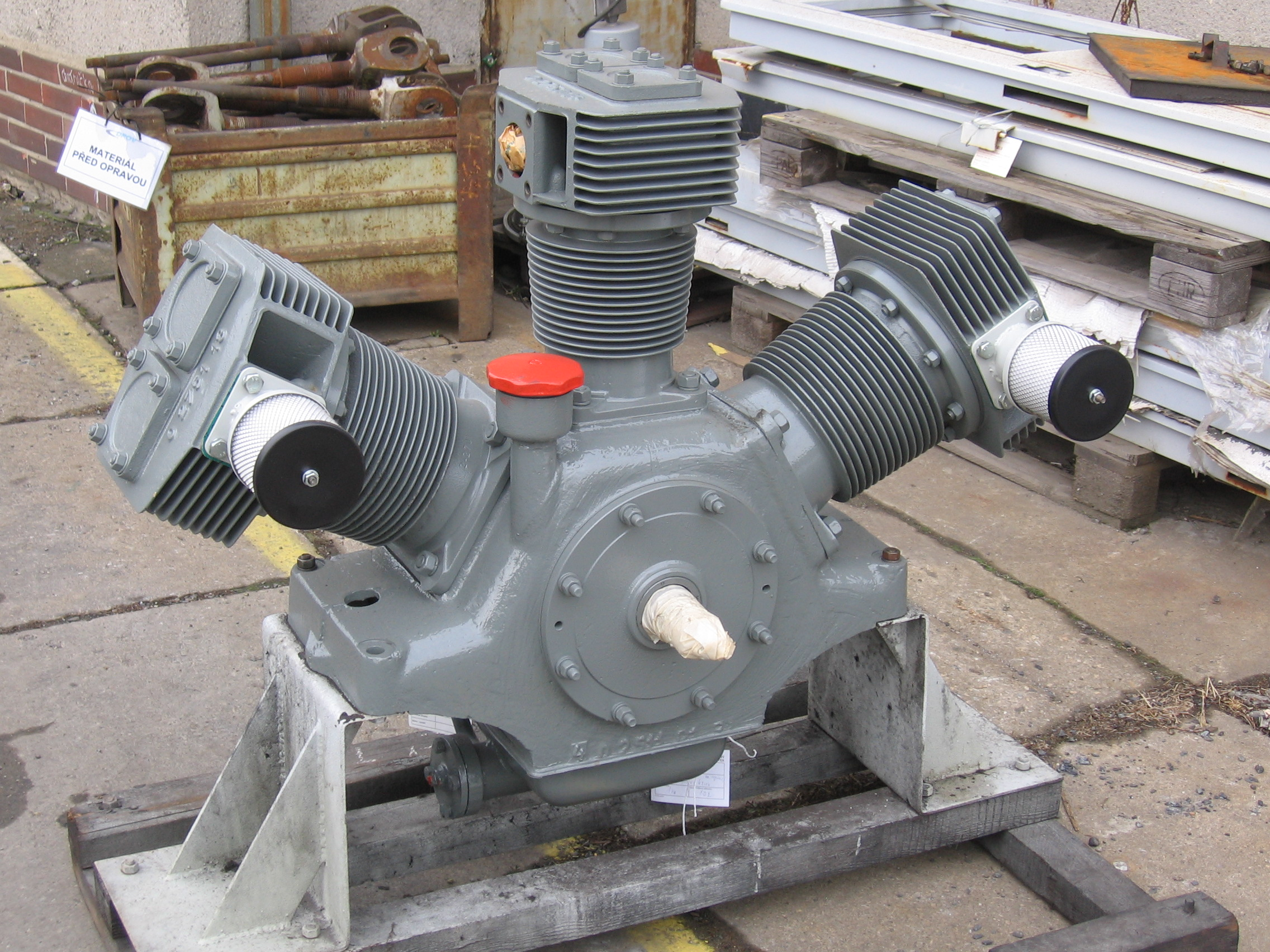
レシプロ圧縮機

レシプロ圧縮機の原理

ピストンの往復運動によるシリンダーの容積変化で圧縮するもの。

#### 特徴
- 高圧縮が可能。高圧を得るために多段圧縮を行う場合があり、低圧ピストンと高圧ピストンの間に中間冷却器を設けることで気体の温度を下げることができる。
  - 多段圧縮では空気漏れなどのロスにより、前段と後段の流量がアンバランスとなる不具合要因がある。
- 機種が豊富。
- 大容量に適さない。
- ピストンの往復や弁の開閉による振動と騒音が大きい。
- 密閉式でないならば修理が容易

#### 主な用途
- 低温用冷凍機
- 高圧用空気圧縮機
  - 自動車用 - 中型・大型自動車等の機器作動用（空気ブレーキ、エアサスペンション、フィンガーシフトなど）、冷凍冷蔵車・冷房の冷媒圧縮、ほか、車載しない用途として整備（部品清掃やタイヤの空気圧調整、空圧による工具の作動など）、吹付け塗装用。
  - 鉄道車両用 - 用途は自動車用に準ずる
- 家庭用噴霧器

### 斜板式

斜板式圧縮機

ピストンの往復運動で圧縮する原理はレシプロ式と同様であるが、構造は大きく異る。ボアの小さなピストンを円周上に多数備え、回転軸に取り付けられた斜板をカムとして、ピストンをストロークさせる。ピストン配置は斜板の片側だけのもの（画像参照）と両側のものとがある。

#### 特徴
- 軽量・コンパクト
- 往復部品が小さく、圧縮時のトルク変動も少ないため、振動と騒音を抑えられる。
- 回転数の他、斜板の角度を可変とすることでも吐出量の増減が可能。

#### 主な用途
- カーエアコン用コンプレッサー - 冷媒を圧縮
- 静油圧式無段変速機

### ダイアフラム式圧縮機
往復圧縮機のバリエーションで、ピストンの代わりにダイアフラムを用いたもの。往復動圧縮機と特徴が似ているが、ダイアフラムが主に金属性材料の場合、高圧用・危険なガスを取り扱える利点がある。
またこれとは別の用途として、簡便な低圧用圧縮機や危険なガス用の圧縮機として、直接ピストンでダイアフラムを動かし、このダイアフラムにゴムやエンジニアリングプラスチックを用いたものもダイアフラム式圧縮機と呼ぶ。

#### 主な用途
- 観賞魚（アクアリウム）や活魚（生け簀）用エアポンプ
- 小型浄化槽用曝気ポンプ
- 自動車 - 小型自動車のエアサスペンションやパンク修理キット用エアポンプ
- エアブラシ

### ツインスクリュー圧縮機

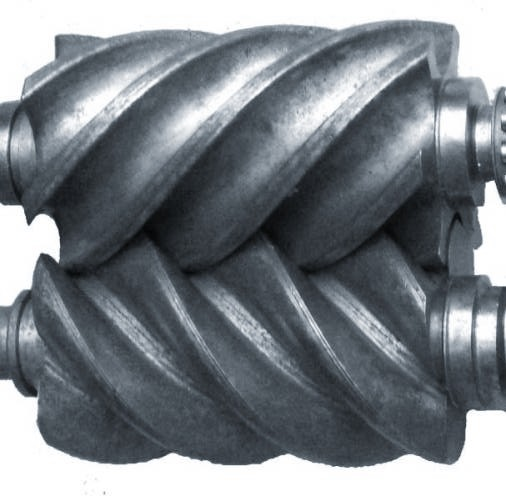
ツインスクリュー

2つのスクリュー型の回転体の溝を利用し体積変化させるもの。開発者のアルフ・リショルムにちなんでリショルム・コンプレッサともいう。

#### 特徴
- 遠心型と比較して高圧縮比が可能である。
- 往復圧縮機と比較して振動が少ない。
- 無給油のものも製作可能。
- 給油式では大量の潤滑油を圧縮部に噴射させながら運転することで、吐き出しガスの温度を下げることが可能。最近[いつ?]では潤滑油の代わりに水を利用した水潤滑方式が伸びている。無給油式では隔離して機構冷却を行うが、ガス温度の冷却性はさほどよくない。

#### 主な用途
- 食品・半導体素子製造プラントなどの清浄圧縮空気製造 : 無給油のものが使用される。他の用途でも近年[いつ?]の環境保全や製品の品質向上を狙う場合は、無給油が主流になりつつある。
- 中型冷凍機
- 大型空気圧縮機
- 過給器
- 建設工事に用いる空気源用圧縮機（騒音振動が公害になるため）

### シングルスクリュー圧縮機
1つのスクリュー型の回転体と2つの樹脂製ゲートローターを利用し体積変化させるもの。
1960年にフランスのベルナール・ジメルヌ (Bernard Zimmern) によって発明された。

#### 特徴
- ゲートローター部が水平対向で平衡しているため、理論上は軸受けにスラスト荷重が発生しない。
- 遠心型と比較して高圧縮比が可能である。
- 往復圧縮機と比較して圧縮機本体の振動が少ない。
- 往復圧縮機と比較して吐き出し圧力の脈動が少ない。
- 大量の潤滑油を圧縮部に噴射させながら運転することで、吐き出しガスの温度を下げることが可能。
- 水潤滑式の制作が可能（水を使わない完全無給油構造は樹脂製ゲートローターの耐久性から作成困難である）。

#### 主な用途
- 中型冷凍機
- 中型空気圧縮機

### スクロール圧縮機

スクロール圧縮機の駆動方法
周辺から圧縮し中央から吐出する

1対の同一形状の渦巻き体を、一方を固定し、もう一方を円運動（相対的には揺動運動）させることにより、圧縮室の体積を小さくし、圧縮するもの。
1900年代にはヨーロッパ・アメリカで特許出願されていた。材料・加工技術の進歩により製品化が可能となり、一般空調用は1980年代に日本の日立製作所が最初に、また同年、自動車空調用として日本のサンデンが実用化した。

#### 特徴
- 往復圧縮機と比較して部品点数が少ない。
- 停止時にガスの逆流で逆回転する恐れがあるので逆止弁が必要。（例外あり）
- インバータによる可変速に適する回転数 - トルク特性である

#### 主な用途
- エア・コンディショナー
- 車両用冷凍機
- 自動車用過給器（スクロール式過給器〈英語版〉、フォルクスワーゲン・Gラーダ〈英語版〉 ）
- 小型空気圧縮機　鉄道用空気圧縮機

#### 欠点
- 吐出圧力が常に高い運転状態で使用すると逆止弁が破損しやすくなる
- 常に連続して金属面同士が擦れるので、構造によっては金属粉・樹脂粉が出やすく、音も甲高い性質の物となる。但し比較的低周波のため、音響低減はツインスクリュー構造と比較するとかなり容易である。

### ロータリー圧縮機
回転するピストンとシリンダーの組み合わせにより圧縮するもの。

### ロータリーピストン型

ロータリーピストン型コンプレッサー

高圧側と低圧側とを仕切る羽根がシリンダー側に取り付けられピストン側と接しているもの。発明者のPhilander Roots と Francis Marion Roots（ルーツ兄弟）の名をとって、ルーツ式・ルーツ・ブロワとも言う。効率が良いため一般に使用されている（出典：ロータリ・ブロワ（ルーツ式） 日本産業機械工業会）。

#### 特徴
- スクロール圧縮機と比較して小型軽量で製作が容易なため、より小容量に適する。
- 圧縮機にはガス温度が高めになるため無給油式の場合アフタークーラーが必要。
- 圧縮比が高く取りにくい。

#### 主な用途
- 家庭用エア・コンディショナー
- 小型除湿機
- 自動販売機用冷凍機
- 携帯型空気圧縮機

### スライドベーン型

スライドベーン型コンプレッサー

ローター側面に複数取り付けられた羽根（ベーン）が、ハウジング内壁と接しているもの。
ロータリーベーン型、回転翼式とも言う。

#### 特徴
- ロータリーピストン型と同様に小型軽量で製作が容易なため、小容量に適する。

#### 欠点
- 内部の弁板の精度が悪いと引っかかりが生じてロックする（永久破損）
- 非常に高い精度が要求される

#### 主な用途
- ロータリーピストン型に同じ
- パワーステアリング用ポンプ

### ヴァンケル型
ヴァンケルロータリーエンジン機構を空気圧縮機に使用したもの。

## 原動機との接続

### 全密閉型
電動機が圧縮機とともに溶接された一体型の容器に密閉されているもの。通常の方法では内部の部品の補修・取替えが不可能である。
モーターの冷却は動作流体を使用する。
大量生産される汎用の冷凍機のほとんどをしめる。
冷凍サイクルに水が入り込むとすぐに漏電する。

### 半密閉型
モーターが圧縮機とともにボルト締めされた分割型の容器に密閉されているもの。ボルトを取り外すことにより、モーター・軸受などの補修・取替えが可能である。
実際の所、部品交換は弁板、オイルレベル窓、ガスケットぐらいしか出来ない。
単段のものは冷蔵用途（全冷媒で）一部の冷媒（CFC-502やHFC-404Aやハロン1301）では冷凍用途で使われる。
R22など比較的低圧冷媒で冷凍温度域まで冷やす時は2段圧縮方式で使われる。
これは初段（吸い込み圧力は負圧）で一旦正圧まで圧縮したあとインタークーラーと液インジェクションで冷たいガスを混合して温度を十分下げてから後段で1.5 - 2MPa程度まで圧縮するものである。

### 開放型

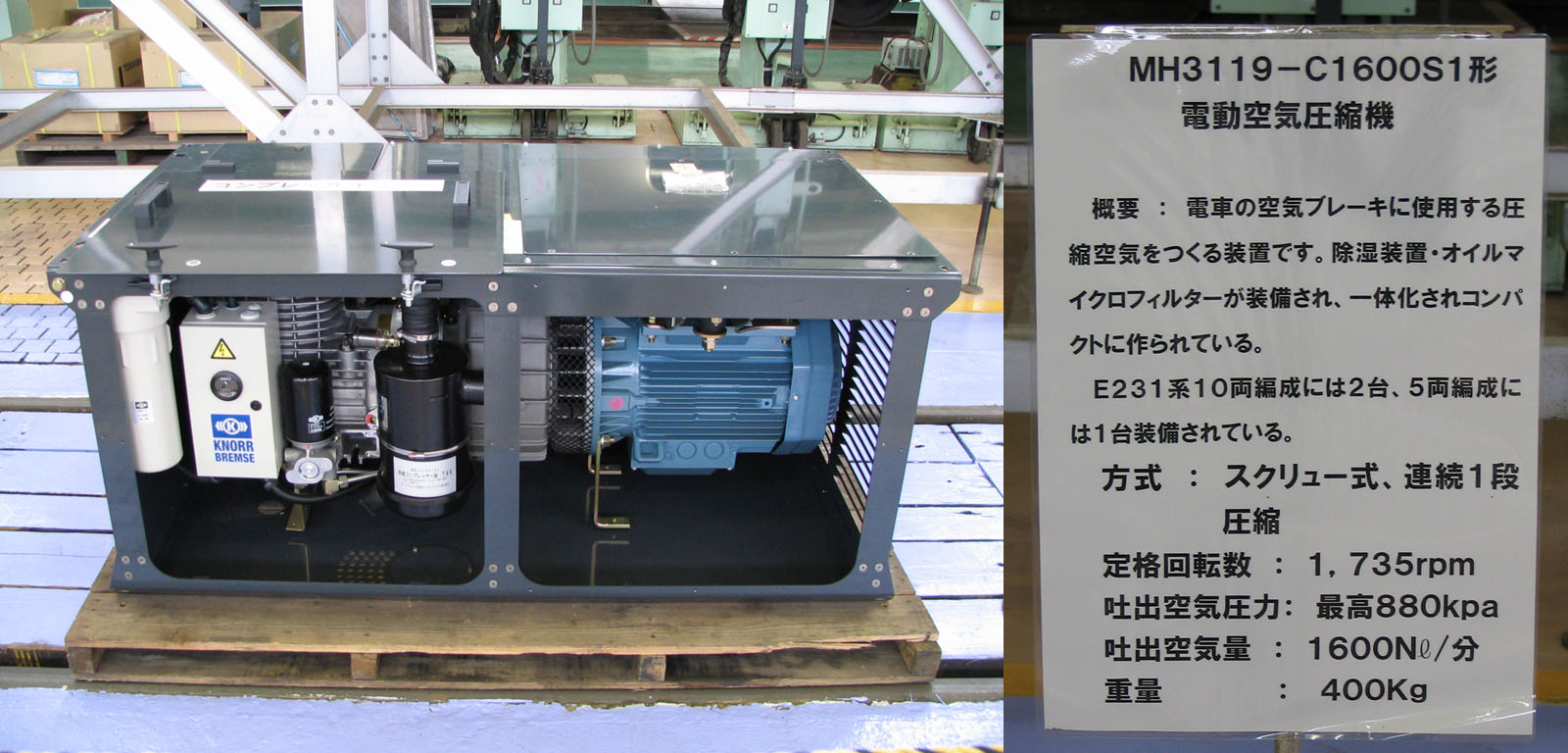
鉄道車両に用いられているスクリュー圧縮機

原動機が同じ容器内に無いもの。軸シール装置が必要である。
軸シール側に低圧（吸入）側を構成し、ガス漏れが最小限で済むようにしてある。
冷凍機器ではサーモオフ停止時にポンプダウンを行い、吸入圧力が飽和蒸気圧力まで上昇しないよう使用する。
このため、カーエアコンは使用しないと圧縮機の吸入側圧力が高い状態で放置されるので僅かずつガス漏れする（環境保護の観点から密閉型の採用かポンプダウン制御を行うべきである）。
モーター以外の原動機の使用が可能である。また、大型化も可能である。

## 出力側タンクのメンテナンス

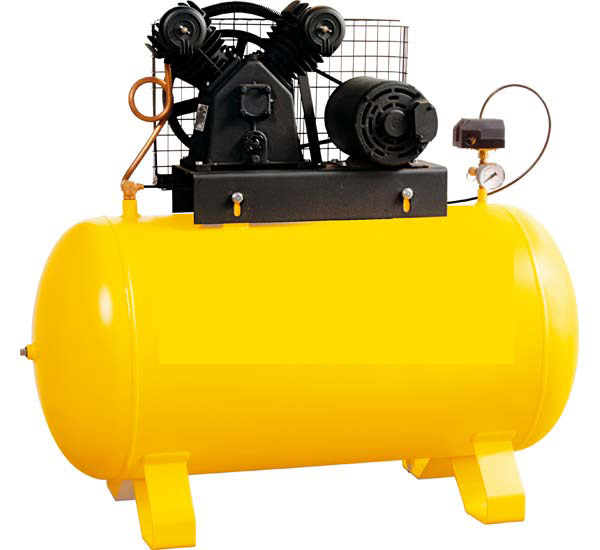
圧縮機とタンクのセット

圧縮機の二次側にはタンクが装備されることが多いが、空気の圧縮を連続的に行うことから、圧縮後は空気中の湿気が液化して水となってタンク基部に溜まることがある。このためタンク容量が圧迫されて非効率となる。これを避けるために一定の稼働時間に従ってタンクの底部にあるドレン抜きバルブを開いて溜まった水分をタンクから排除して整備する必要がある。

## 主なメーカー
- アトラスコプコ
- アネスト岩田
- IHI
- 荏原製作所
- エマソン・エレクトリック
- 加地テック
- 川崎重工業
- クノールブレムゼ
- 神戸製鋼所 / コベルコ・コンプレッサ
- サムスン
- サンデン
- ジョンソンコントロールズ - SABROE / YORK /　FRICK
- シーメンス
- GE
- ダイキン工業
- 田邊空気機械製作所
- デンヨー
- 東芝キヤリア
- 豊田自動織機 - カーエアコン用コンプレッサー
- ナブテスコ
- 日機装
- パナソニック
- 日立アプライアンス
- 日立産機システム
- 日立プラントテクノロジー
- ビッツァー
- 富士コンプレッサー
- 北越工業（AIRMAN）
- 前川製作所
- 三國重工業[6]
- 三井精機工業
- 三洋電機
- 三菱重工業
- 三菱電機
- 明治機械製作所
- 日本熱源システム
- 東京貿易メカニクス-LPG用コンプレッサー（コーケン社）、PDCコンプレッサー